# Georg-Christoph von Unruh
Georg-Christoph Hugo Wilhelm von Unruh (* 28. September 1913 in Klein-Münche, Kreis Birnbaum, Provinz Posen, anderen Quellen zufolge in Posen; † 21. Juni 2009 in Kiel) war ein deutscher Rechtswissenschaftler, Professor für Öffentliches Recht und Richter am Oberverwaltungsgericht.

## Leben
Seine Eltern waren Georg von Unruh (* 1867; † 1946) und Elisabeth Freytag (* 1867; † 1946), Tochter der Maris Conradi und des kgl. preuß. Oberstleutnants Hugo Freytag. Der Vater hatte ebenso den Dienstgrad Oberstleutnant, war zudem Regierungsrat und Rechtsritter des Johanniterordens. Die Eltern heirateten 1910 in Berlin. Georg-Christoph von Unruh wuchs in der Provinz Posen auf. Dort bewirtschaftete die Familie von Unruh mit mehreren Familienlinien die Güter Klein-Münche, Tutschempe und Milostowko. Sein Onkel Walter von Unruh (* 1875; † 1945) war zuletzt Generalmajor.
Er studierte ab 1933 an der Universität Bonn Rechtswissenschaft und Staatswissenschaft. Er wurde im Corps Palatia Bonn aktiv. Als Inaktiver wechselte er an die Albertus-Universität Königsberg. 1940 legte er die Erste Staatsprüfung ab. Mit einer Doktorarbeit bei Ernst Forsthoff wurde er 1941 in Königsberg zum Dr. iur. promoviert. Nach Assistententätigkeit an der Reichsuniversität Posen war er von 1943 bis 1945 Soldat. Nach dem Ende des Zweiten Weltkrieges war er in der Kreisverwaltung Leer tätig; 1965 wurde er dort zum Verwaltungsdirektor ernannt. 1964 habilitierte er sich an der Westfälischen Wilhelms-Universität in Münster mit der Schrift Der Kreis. Ursprung und Ordnung einer kommunalen Körperschaft. Neben seiner Tätigkeit in Leer lehrte er seither als Privatdozent in Münster. 1967 berief ihn die Christian-Albrechts-Universität Kiel auf ihren Lehrstuhl für Öffentliches Recht und Verwaltungsrecht, insbesondere Kirchenrecht, Verfassungsgeschichte und Verwaltungsgeschichte. Außerdem war er seit 1968 Richter am Oberverwaltungsgericht Schleswig. Dass er sich auch in der Zeit der 68er-Bewegung zu den Corps bekannte, dankte ihm das Corps Saxonia Kiel 1973 mit der Verleihung des Bandes.
Georg-Christoph von Unruhe lebte in Kiel-Kitzeberg. Er war Vorsitzender des Kuratoriums des Instituts für Regionalforschung in Flensburg, korrespondierendes Mitglied des Lorenz-von-Stein-Instituts für Verwaltungswissenschaften und veröffentlichte zahlreiche wissenschaftliche Arbeiten und Bücher. Von 1983 bis 1985 war er Mitherausgeber des Deutschen Verwaltungsblatts. Seine letzte Veröffentlichung behandelte das Ostfriesische Landrecht. Er schrieb einen Nachruf auf Klaus von der Groeben, den „Nestor der deutschen Verwaltungsgeschichte“. Das Kieler Lorenz-von-Stein-Institut für Verwaltungswissenschaften ehrte ihn 2010 mit einem Gedächtnissymposion zur Selbstverwaltung im Staat der Informationsgesellschaft. Zusammen mit Kurt Jeserich und Hans Pohl war er Herausgeber der Deutschen Verwaltungsgeschichte, die in sechs Bänden zwischen 1982 und 1986 erschien. Zudem war er als Genealoge tätig.
Georg-Christoph von Unruh trat 1957 als Ehrenritter dem Johanniterorden bei und wurde 1984 Rechtsritter, war Mitglied der      Provinzial-Genossenschaft Schleswig-Holstein der Kongregation.

## Ehrungen
- Verdienstorden der Bundesrepublik Deutschland, Bundesverdienstkreuz am Bande (10. August 1982)
- Ehrenzeichen für Verdienste um die Karl-Franzens-Universität Graz in Silber (1984)[7]
- Großes Goldenes Ehrenzeichen des Landes Steiermark (1986)
- Bundesverdienstkreuz 1. Klasse (24. Mai 1989)[8]
- Mitglied der Vereinigung für Verfassungsgeschichte
- Ehrenmitglied des Heimatvereins Leer

## Veröffentlichungen (Auswahl)
- Des Menschen Heimat im Staat. Ausgewählte Aufsätze. Hrsg. Dieter C. Umbach, Edzard Schmidt-Jortzig und Werner von Unruh. Berliner Wissenschafts-Verlag, Berlin 2019.
- mit Walter Klappstein: Rechtsstaatliche Verwaltung durch Gesetzgebung. Entstehung und Bedeutung des schleswig-holsteinischen Landesverwaltungsgesetzes für das rechtsstaatliche Verwaltungsrecht. v. Decker, Heidelberg 1987.
- Die Entwicklung des Kommunalrechts in Schleswig-Holstein. Quellen und Betrachtungen. Städtebund Schleswig-Holstein, Kiel 1985.
- Der Staat. Betrachtungen über Grundlagen und Grenzen der hoheitlichen Gewalt. Böhlau, Wien 1985 (= Forschen – Lehren – Verantworten. Band 1); 2., überarbeitete Auflage. Lorenz-von-Stein-Institut für Verwaltungswissenschaften, Kiel 2007.
- Verwaltungsgerichtsbarkeit im Verfassungsstaat. Probleme und Entwicklung. Maximilian-Verlag, Herford 1984.
- mit Kurt Jeserich und Hans Pohl: Deutsche Verwaltungsgeschichte. 6 Bände. Deutsche Verlagsanstalt, Stuttgart 1983–1986.
- mit Wolfgang Steiniger: Staats- und Selbstverwaltung in Schleswig-Holstein und Dänemark. Matthiesen, Husum 1982.
- mit Werner Thieme und Ulrich Scheuner: Die Grundlagen der kommunalen Gebietsreform. Nomos, Baden-Baden 1981.
- Gebiets- und Verwaltungsreform in Niedersachsen 1965–1978. Hannover 1978.
- mit Friedrich und Gitta Greve: Grundkurs öffentliches Recht. Eine Einführung in das Staats- und Verwaltungsrecht mit Grundzügen der Allgemeinen Staatslehre. Metzner, Frankfurt a. M. 1976; 6. Auflage, Luchterhand, Neuwied 2003.
- Der Kreis. Ein Handbuch. Band 1. Grote, Köln 1972.
- Der Landrat. Mittler zwischen Staatsverwaltung und kommunaler Selbstverwaltung. Grote, Köln 1966.
- Der Kreis. Ursprung und Ordnung einer kommunalen Körperschaft. Grote, Köln 1965.
- 75 Jahre hannoverschniedersächsische Landkreise. Vom hannoverschen Amtsbezirk zum niedersächsischen Landkreis. Niedersächsischer Landkreistag, Hannover 1960.
- Studien zum Gottesgnadentum der katholischen Majestäten und der preußischen Monarchen. Jur. Diss., Königsberg 1942.